# Lista över fartygskatastrofer

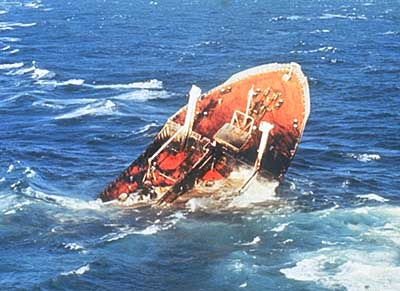
Oljetankern "Argo Merchant" förliste vid Nantucketön.

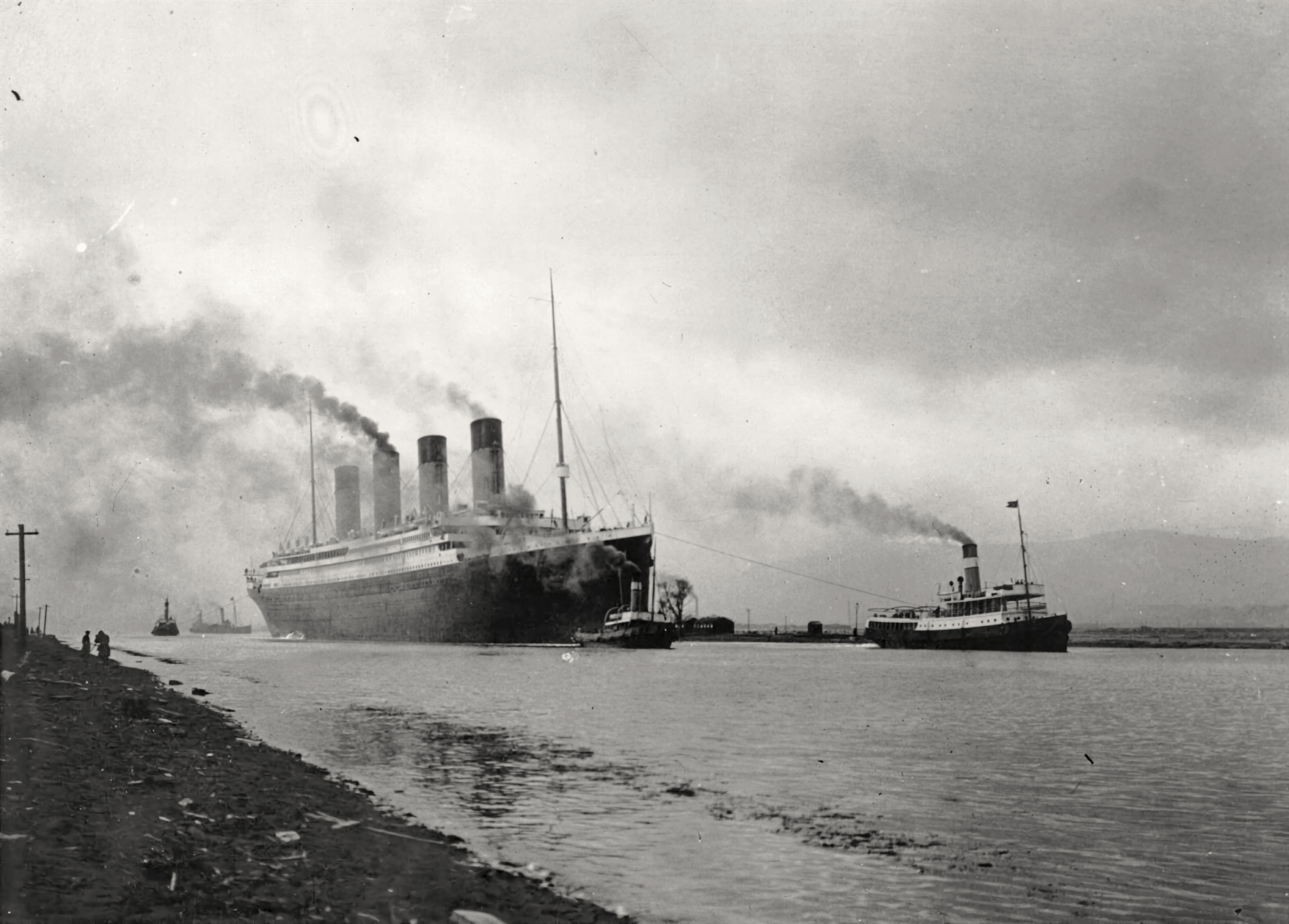
Oceanångaren Titanic sjönk natten till den 15 april 1912 efter att fartyget kolliderat med ett isberg, 1500 personer omkom.

Lista över fartygskatastrofer genom tiderna.

## Fredstid
| Namn                          | Katastrofdatum | Antal personer ombord    | Omkomna          | Plats                                             |
| ----------------------------- | -------------- | ------------------------ | ---------------- | ------------------------------------------------- |
| M/S Costa Concordia           | 2012-01-14     | 4 229                    | 32               | Utanför Giglio, Italien                           |
| MV Spice Islander             | 2011-09-10     | 1 000 (ca)               | 450 (ca)         | Zanzibar                                          |
| MV Princess of Stars          | 2008-06-21     | 870                      | 814              | Romblon                                           |
| M/S al-Salam Boccaccio 98     | 2006-02-02     | 1 377                    | 989              | Röda havet                                        |
| MV Joola                      | 2002-09-27     | 1 927                    | 1 863 (ca)       | Utanför Gambia                                    |
| MV Bukoba                     | 1996-05-21     | 1 008                    | 894              | Victoriasjön                                      |
| M/S Estonia                   | 1994-09-28     | 989–1049                 | 852–912          | på Östersjön, cirka 40 km sydsydost om finska Utö |
| M/S Jan Hevelius              | 1993-01-13     | 64                       | 54               | Utanför ön Rügen                                  |
| M/S Salam Express             | 1991-12-15     | 960                      | 765              | På position 26º39'01"N; 34º03'48"E Röda Havet     |
| M/S Scandinavian Star         | 1990-04-07     | 482                      | 159              | Skagerrak                                         |
| MV Doña Paz                   | 1987-12-20     | 1 775                    | 1 749 Officiellt | Nära Oriental Mindoro                             |
| M/S Herald of Free Enterprise | 1987-03-06     | 590                      | 197              | Zeebrugge                                         |
| S/S Andrea Doria              | 1956-07-26     | 1 706                    | 46               | Utanför Nantucket, USA.                           |
| M/S Toya Maru                 | 1954-09-26     | 1 309                    | 1 159            | Nära Honshu                                       |
| SS Kiangya                    | 1948-12-04     | 3 450                    | 2 750 (ca)       | Nära Shanghai                                     |
| SS Hong Moh                   | 1921-03-03     |                          | 1 000 (ca)       | Nära Guangdong-provinsen                          |
| SS Imo                        | 1917-11-06     | 7 000 (skadade i hamnen) | 1 946            | Halifax (se Halifaxexplosionen)                   |
| SS Hsin Yu                    | 1916-04-22     | ?                        | 1 000+           | Vid Zhoushanöarna                                 |
| SS Eastland                   | 1915-06-24     | 2 752                    | 844              | Chicago                                           |
| RMS Empress of Ireland        | 1914-05-28     | 1 477                    | 1 012            | Saint Lawrencefloden                              |
| Kiche Maru                    | 1912-09-22     | ?                        | 1 000+           | Nära Japan                                        |
| RMS Titanic                   | 1912-04-15     | 2 207                    | 1 502            | Nära Newfoundland                                 |
| S/S Saale                     | 1900-06-30     |                          | 99               | Hoboken, New Jersey                               |
| SS General Slocum             | 1904-06-15     | 1 342                    | 1 021            | East River, New York                              |
| SS Sultana                    | 1865-05-27     | 2 000 (ca)               | 1 300 (ca)       | Nära Memphis, Tennessee                           |

## Krigstid
MV Wilhelm Gustloff
30 januari 1945, på Östersjön nära Ustka, cirka 9 000 människor omkom
SS Cap Arcona
3 maj 1945, på Östersjön i Lübeck, cirka 8 000 människor omkom
MV Goya
16 april 1945, på Östersjön nära Gdańsk, cirka 6 100 människor omkom
MV Junyō-Maru
18 september 1944, på Stilla havet nära Sumatra, 5 620 människor omkom
MV Toyama-Maru
29 juni 1944, på Stilla havet nära Okinawa, 5 400 människor omkom
RMS Lancastria
17 juni 1940, på Atlanten nära Saint-Nazaire, cirka 3 500 människor omkom
SS Provence II
26 februari 1916, på Medelhavet nära Kytheraön, 3 130 människor omkom
SS General von Steuben
10 februari 1945, på Östersjön nära Kaliningrad, cirka 3 000 människor omkom
SS Thielbek 
3 maj 1945, på Östersjön i Lübeck, cirka 2 800 människor omkom
KMS Bismarck
27 maj 1941, på Atlanten nära Danmarkssundet, cirka 2 100 människor omkom
RMS Laconia
12 september 1942, på Atlanten nära Sierra Leone, 1 649 människor omkom
Tsushima-Maru 
22 augusti 1944, på Stilla havet nära Akuseki-jima, 1 529 människor omkom
RMS Lusitania
7 maj 1915, på Atlanten nära Irland, cirka 1 198 människor omkom
RFS Moskva
14 april 2022, i Svarta havet, antal människor som omkom är i nuläget inte bekräftat (senast redigerad: 2022-04-22 kl 23:29)